# Steigerwald (Erfurt)

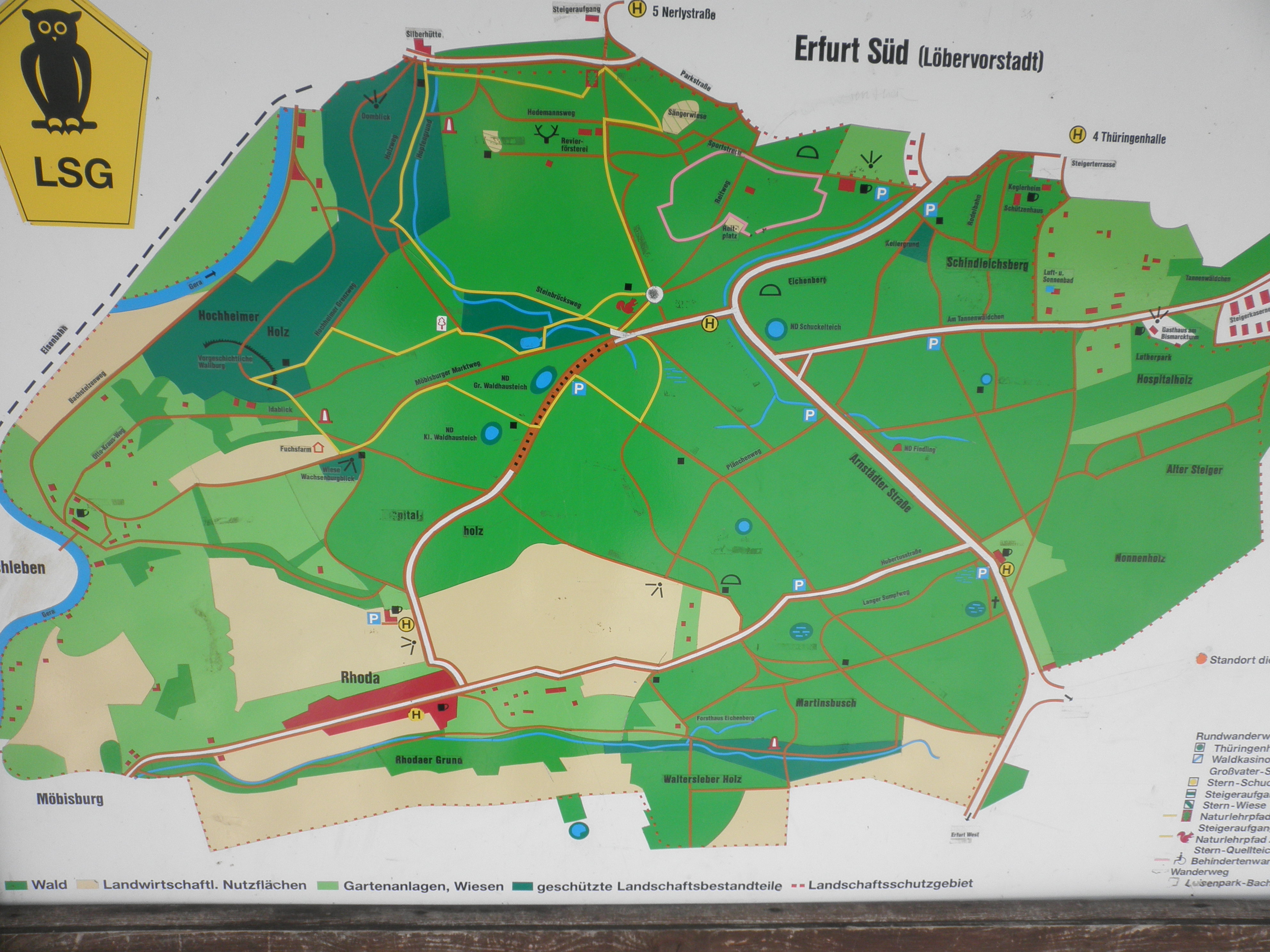
Informationstafel über den Steigerwald bei Erfurt (2013)

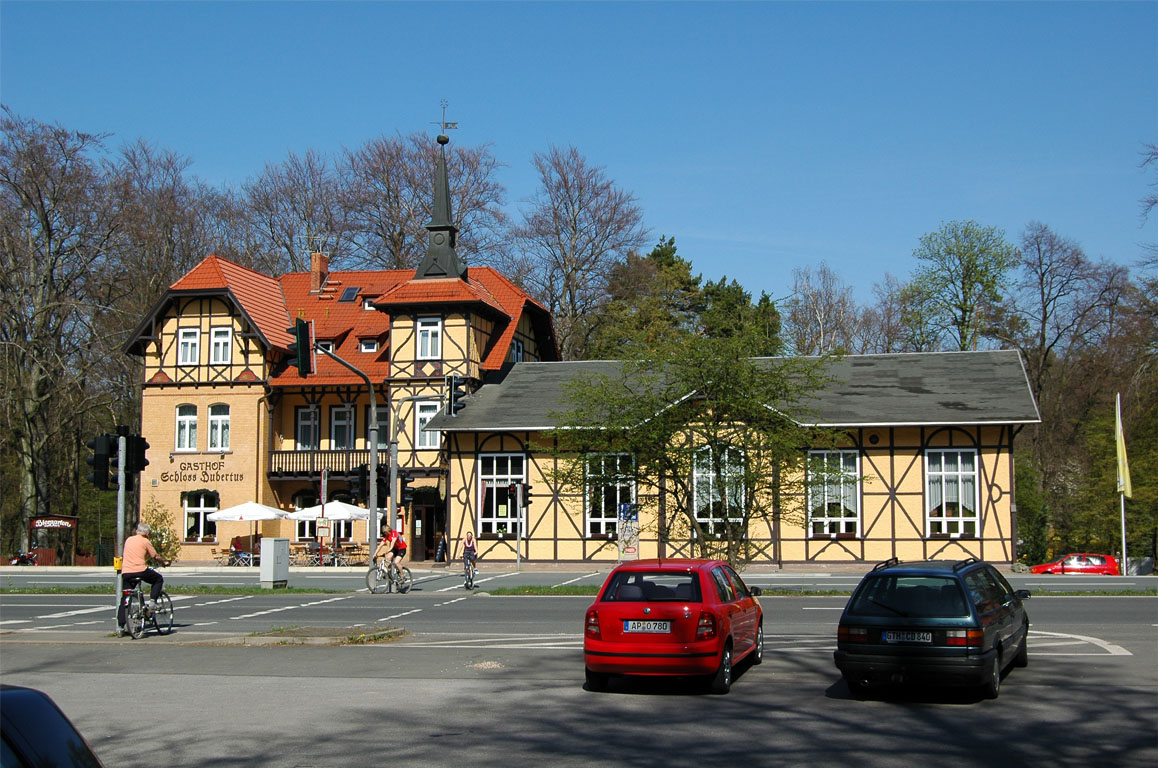
Gasthof Schloss Hubertus

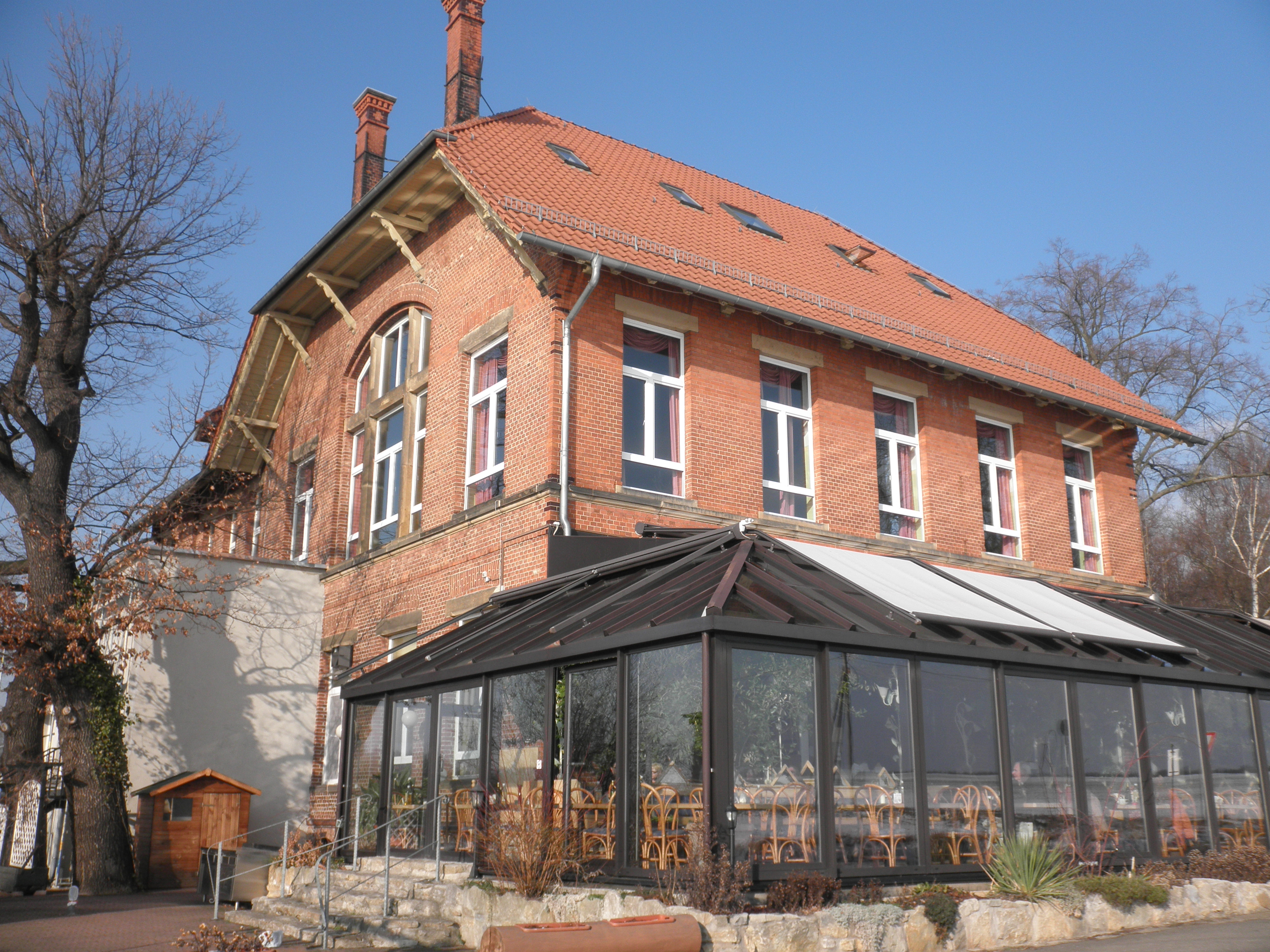
Waldhaus Rhoda im Steigerwald

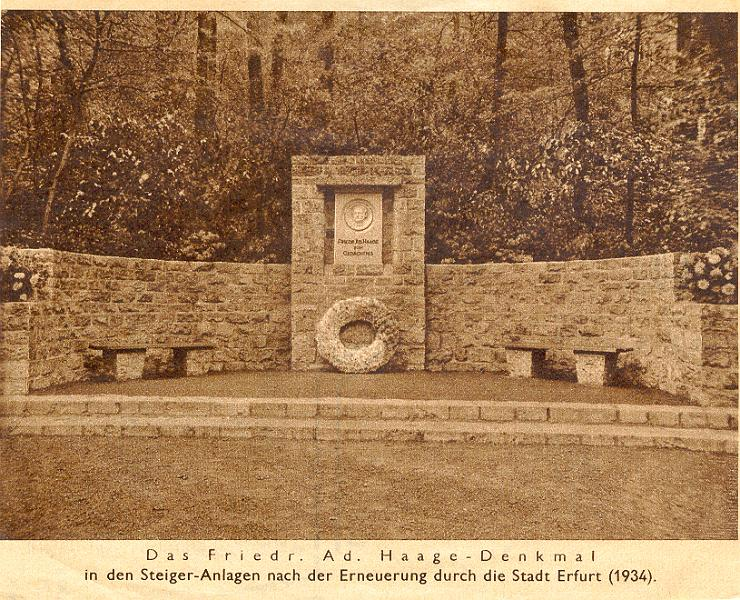
Denkmal für Friedrich Adolph Haage im Steiger 1934

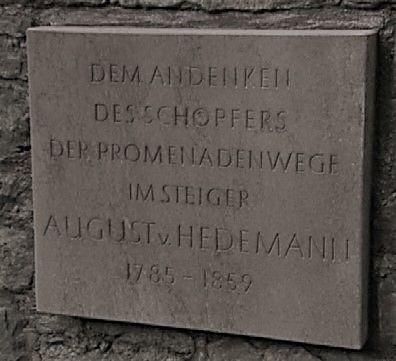
Gedenkplatte für August von Hedemann (von 1994) am Haage-Denkmal

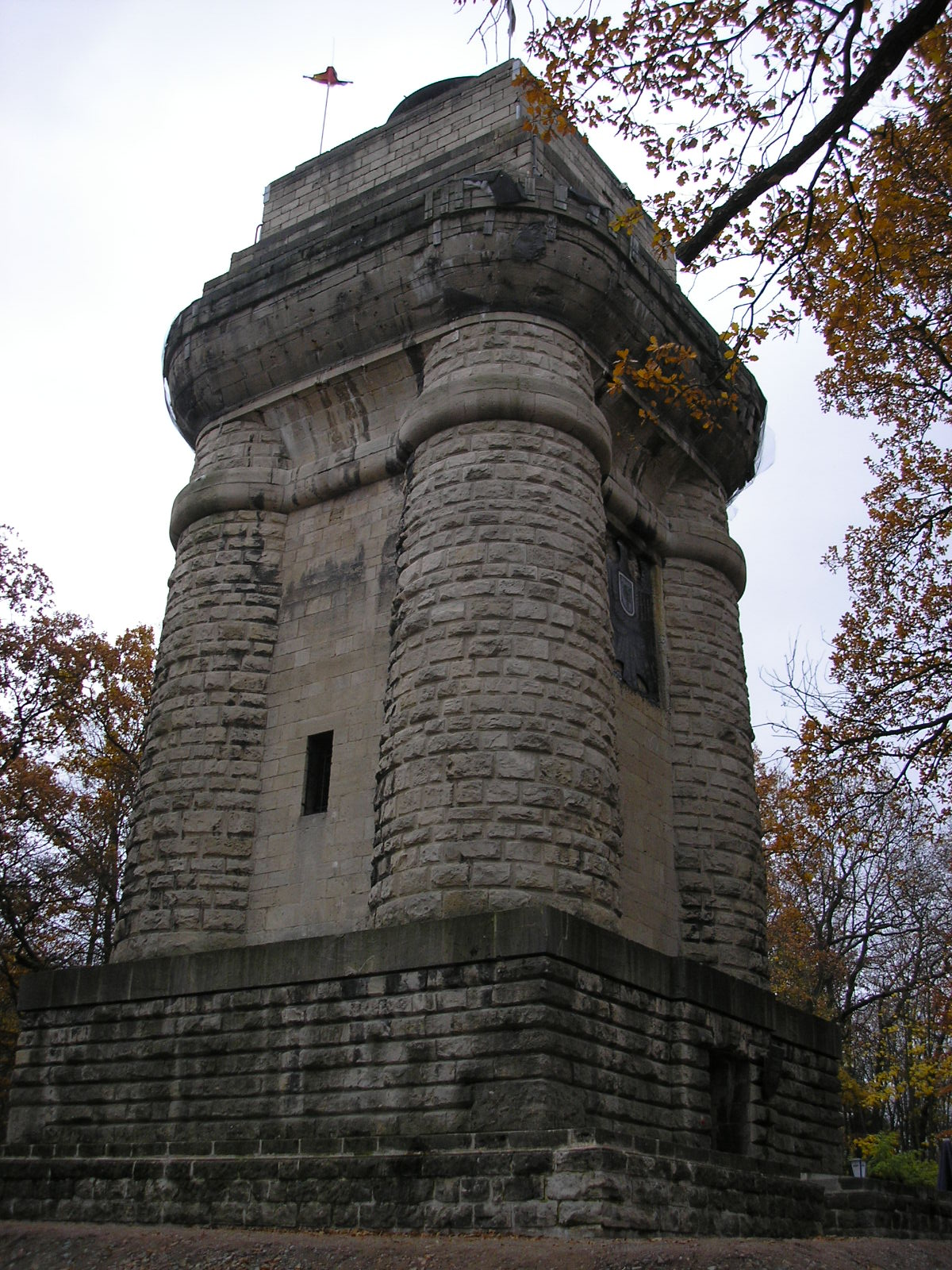
Bismarckturm im Steigerwald (2007)

Der Steigerwald, umgangssprachlich auch kurz (der) Steiger genannt, ist ein rund 8 km² großer und maximal 347,9 m ü. NHN hoher Höhenzug und ein Waldgebiet im Stadtgebiet von Erfurt in Thüringen und gehört zum Nordwestrand der Ilm-Saale-Platte.

## Name
Das früher in allen Richtungen viel ausgedehntere Waldgebiet hieß im Mittelalter die Wawet oder „Wawit“. Urkundlich wurde die Bezeichnung „Wawithe“ erstmals 1196 genannt, später Waweyd, Wanwid, Wanwed und Wawet, 1456 Wagweide und zuletzt Wagd. Die am damaligen Südrand des Waldes gelegenen neun Dörfer führten alle den Beinamen „an der Wagd“, heute noch Bechstedt-Wagd. Der Name ist wohl zurückzuführen auf das althochdeutsche wacwitu (wac = stehendes Wasser, witu = Holz) und bedeutet damit „Sumpfholz“. Eine andere Deutung liefert A. Kirchhoff: Wagweide entspricht danach „Wages Wohnung“ oder „Wages Hain“, Wage war danach eine germanische Gottheit, vielleicht dem Wodan entsprechend.
Erst mit der Entstehung der steilen Fahrstraße aus dem Bereich des späteren Schützenhauses zum Waldschlösschen Richtung Arnstadt kam die Bezeichnung Steiger in Gebrauch. Zunächst war damit die Straße (= „der Steig“) gemeint, dann die Anhöhe, das benachbarte und schließlich das ganze Waldgebiet: Steigerwald. Althochdeutsch: stigan = steigen, mittelhochdeutsch stig oder steige, der steile Aufstieg.

## Geographie

### Lage
Der Steigerwald, der die Ausdehnung der Kernstadt in Richtung Süden verhindert, liegt zwischen diesen Erfurter Stadtteilen: Löbervorstadt im Norden, Daberstedt im Nordosten, Wiesenhügel im Osten, Egstedt und Waltersleben im Süden und den im Tal des Flusses Gera gelegenen Stadtteilen Rhoda, Bischleben und Hochheim im Südwesten bis Westen.

### Erhebungen
Seine höchste Erhebung ist mit 347,9 m der Stunzelberg. Weitere Erhebungen sind die weiter westlich gelegene Kahlplatte (341,4 m), der Schindleichsberg (ca. 280 m) südlich der Löbervorstadt und der Weiße Berg (ca. 257 m) östlich von Hochheim.

## Beschreibung
Der Steigerwald ist als Landschaftsschutzgebiet (LSG) und FFH-Gebiet ausgewiesen und vor allem mit Buchen und Eichen bestanden. Am Rand des Waldes, der von zahlreichen Wanderwegen durchzogen ist, liegen einige Kasernen, wie beispielsweise die Steigerkaserne oder die Löberfeld-Kaserne. Das Waldgebiet wird in Nord-Süd-Richtung von der Bundesstraße 4 durchschnitten, an der sich das Ausflugslokal Hubertus und das frühere Waldschlösschen befinden. Im Nordostteil des Waldes steht der Erfurter Bismarckturm.
Die Promenaden-Wege, die den Steigerwald erschließen, ließ der preußische Generalleutnant August von Hedemann (1850–1862 Kommandant der Festung Erfurt) gemeinsam mit Friedrich Adolph Haage und dem Erfurter Verschönerungsverein anlegen. An Hedemann erinnert ein Denkmal mit Ruhebank im Steigerwald am Hedemann-Weg. Eine daran befestigte Tafel trägt die Inschrift: „Dem Andenken des Schöpfers der Promenadenwege im Steiger August von Hedemann 1785-1859“. Das Denkmal war 1934 für Haage gebaut worden, dessen Medaillon nach dem Krieg von der Familie Haage sichergestellt wurde. Das ursprüngliche (nicht mehr vorhandene) Denkmal für Hedemann stand auf der gegenüberliegenden (westlichen) Seite des Weges durch den Hopfengrund. Die jetzige Gedenkplatte für Hedemann wurde  auf private Initiative geschaffen und 1994 in Anwesenheit einer Nachfahrin des Generals am eigentlichen Haage-Denkmal angebracht. Sie ist zurzeit (2018) durch Schmierereien verunstaltet. Es gibt Bestrebungen, das Denkmal um eine Tafel für Haage zu ergänzen.
Nach dem Steigerwald sind in Erfurt unter anderem das nordnordöstlich von ihm gelegene Steigerwaldstadion, die Heimstätte von Rot-Weiß Erfurt, und die nördlich befindliche Steigerstraße benannt.
Im Steigerwald gibt es mehrere Naturdenkmale, Grabhügel aus der Vorgeschichte und andere Objekte vergangener Zeit wie beispielsweise das Steigerkreuz. Mehrere alte – militärische und sportliche – Schießstände durchschneiden den Steigerwald, zwei liegen beidseits des Hopfengrundes.
Am Rande des Steigerwaldes, Tannenwäldchen 26, unweit des Bismarckturms, befindet sich seit 1917 der Lutherpark.

## Gastronomie
Gaststätten, Hotels und Restaurants im und am Steigerwald sind oder waren (alphabetisch sortiert):
Noch existierend (2016):
- Bachstelzencafe (in Erfurt-Bischleben)
- Am Bismarckturm (früher Steigerhaus; am Erfurter Bismarckturm; Hotel und Restaurant)
- Gasthof Schloss Hubertus (im Waldgebiet an Arnstädter Chaussee; Hotel und Restaurant; erbaut 1900)
- Waldhaus Rhoda (nahe Rhoda; 1888 im Auftrag der Actien-Brauerei erbaut, die sich an der Arndtstraße, südlich des Geländes der Schuhfabrik Lingel befand)
- Waldkasino (früher Waldcafe bzw. Blumes Villa; an früherer Jahnstraße (jetzt Am Waldkasino), am Waldrand nahe Arnstädter Chaussee)

Nicht mehr existierend:
- Actien-Felsenkeller (zur DDR-Zeit Steiger-Terrasse; oberhalb früherer Actien-Brauerei; war größter Biergarten am Waldrand)
- Augustaburg (an früherer Jahnstraße, rechts neben Waldkasino; jetzt dessen Gästehaus)
- Baumanns Felsenkeller (westlich der Straße Arnstädter Hohle)
- Kurhaus oder Kurheim (erbaut um 1892) an der Hochheimer Ecke (bei Hochheim); nach langem Leerstand etwa 2010 abgebrannt (Gelände wurde neu bebaut)
- Lokal Wilhelmshöhe (gegenüber Hochheim, am Westhang der Wilhelmshöhe; Gebäude ist Bestandteil der katholischen Jugend-Bildungseinrichtung St. Sebastian)
- Schedels Felsenkeller (bis nach der Wende Sportlerklause; rechts vom Schützenhaus, an der Straße Arnstädter Hohle)
- Schöne Aussicht (an früherer Jahnstraße, links neben Waldkasino; im Bereich von dessen jetzigem Biergarten)
- Schützenhaus (an früherer Schützenstraße (jetzt Werner-Seelenbinder-Straße); teilweise für die Thüringenhalle abgetragen, erhaltenes Gebäude heute vom Landessportbund genutzt)
- Schützenhaus der Steigerschützen (im oberen Teil des Augustaparks; Ruine abgerissen)
- Silberhütte (ehemalige Gaststätte)
- Steigergarten (hinter Steigerbrauerei; im Bereich der späteren Erweiterungsbauten des heutigen Innenministerium)
- Waldesruh (an Arnstädter Hohle, auf halbem Weg aufwärts Richtung Weg Am Tannenwäldchen)
- Waldschlösschen (oberhalb Gaststätte Schloss Hubertus, an Bundesstraße 4)

Die Felsenkeller wurden im Zweiten Weltkrieg während der Luftangriffe auf Erfurt als bombensichere Schutzräume ausgebaut und genutzt.